# Pseudocoremia pungata
Pseudocoremia pungata là một loài bướm đêm trong họ Geometridae.